# Margery Allingham
Margery Louise Allingham, född 20 april 1904 i Ealing i London, död 30 juni 1966 i Colchester i Essex, var en brittisk författare som främst skrev deckare och är mest känd för sina romaner och noveller om problemlösaren och äventyraren Albert Campion.

## Biografi

### Barndom och skolgång
Margery Allingham föddes 1904 i Ealing, London, i en litteraturintresserad familj. Hennes föräldrar var båda författare och en moster var tidskriftsredaktör. Familjen flyttade till byn Layer Breton i Essex, där hon gick i skolan. Senare gick hon i Perse High School for girls i Cambridge. Hon skrev berättelser redan då. Hennes första sålda berättelse kom när hon var åtta; den trycktes i hennes mosters tidskrift.
Hon återvände till London 1920 för att gå på Regent Street Polytechnic och läsa drama och talekonst för att bota sin stamning. Det var här hon träffade sin blivande make, Philip Youngman Carter.

### Tidiga verk
Hennes första roman, Blackkerchief Dick, gavs ut 1923 och sades ett tag vara baserad på en historia Allingham hörde under en seans. Trots att den myten senare krossades av hennes man, fortsatte Allinghams verk att innehålla ockulta element. Boken blev ingen succé, så hon försökte att skriva först pjäser och sedan en seriös roman, men insåg att hennes teman krockade med hennes naturliga lättsamma ton och bestämde sig därför att skriva kriminalhistorier. Hennes första deckare, The White Cottage Mystery, var en följetong som publicerades i Daily Express 1927.
1928 gifte hon sig med Carter, som även samarbetade med henne om böckerna; han formgav bland annat omslagen till böckerna. De bosatte sig på utkanten av kärren i Essex.

### Campion och framgången
Hennes genombrott kom 1929 i och med The Crime at Black Dudley, en roman som presenterade läsarna för bifiguren Albert Campion. Hennes amerikanska förläggare lyckades dock pressa henne att ge honom en större roll i De sju visslarna (1930). Med tre romaner och en stark huvudperson i bagaget inledde hon en framgångsrik serie romaner om Campion, som fortsatte långt in i 1960-talet. Sammanlagt blev det 19 romaner och över 20 noveller om Campion.
Campion är en mystisk överklassfigur som verkar både på regeringsnivå och i den undre världen, tillsammans med sin tjänare, den förre tjuven Magersfontein Lugg. Som rollfigur växer han: han blir kär, gifter sig, får barn och blir mer vuxen efter den första tidens äventyr.
Senare böcker blev alltmer experimentella: i Tigern är lös (1952) till exempel blir Campion en bifigur (igen) och fokuset hamnar mindre på gåtan och mer på seriemördaren Jack Havoc.
Hon led av bröstcancer och dog på Severalls Hospital i Colchester 1966. På hennes önskan, färdigställdes hennes sista Campionroman av hennes man och publicerades som Cargo of Eagles. Men Allingham-noveller sammanställdes ända in på 1970-talet.

### Utgivning efter hennes död samt andra media
Trots att många av Allinghams verk är glömda idag, förblir Campionberättelserna och hennes övriga deckare populära och utkommer i nya utgåvor av olika förläggare. Förlaget Random House har via dotterbolaget Vintage sedan 2004 givit ut en hel serie av hennes romaner.
Hennes Tigern är lös filmades 1956 och en mycket populär TV-serie baserad på Campionberättelserna visades på BBC 1989-1990, med Peter Davison och Brian Glover.
Flera böcker har skrivits om Margery Allingham:
- Margery Allingham, 100 Years of a Great Mystery Writer sammanställd av Marianne van Hoeven (2003)
- Margery Allingham: A Biography av Julia Thorogood (1991)
- Ink in Her Blood: The Life and Crime Fiction of Margery Allingham av Richard Martin (1988)
- Campion's Career: A Study of the Novels of Margery Allingham av B.A. Pike (1987)